# 깡치
"깡치"는 2016년에 개봉한 대한민국의 영화이다.

## 캐스팅
- 손우혁 : 김형수 역
- 박정수 : 진규 역
- 안재혁 : 태민 역
- 권유진 : 호경 역
- 김태현 : 진호 역
- 김채근 : 철우 역
- 윤한민 : 성록 역
- 구연희 : 명옥 역
- 서하라 : 다예 역
- 고현민 : 현민 역
- 장현 : 정민 역
- 김도윤 : 찬왕 역
- 김보현 : 보현 역
- 맹철영 : 천호 역
- 이효빈 : 두환 역
- 이윤숙 : 형수 모 역
- 효천 : 형수 부 역
- 최현종 : 현종 역
- 최종민 : 형수패 1 역
- 김재원 : 형수패 2 역
- 홍석연 : 성록 부 역
- 박대규 : 유도부코치 역
- 안정균 : 학생 1 역
- 나윤희 : 슈퍼주인 역
- 이성준 : 학생부선생 역
- 류진석 : 성기 역
- 전우재 : 성기부하 역
- 박병욱 : 호프집주인 역
- 한창현 : 보스 역